# 나루세 에이미

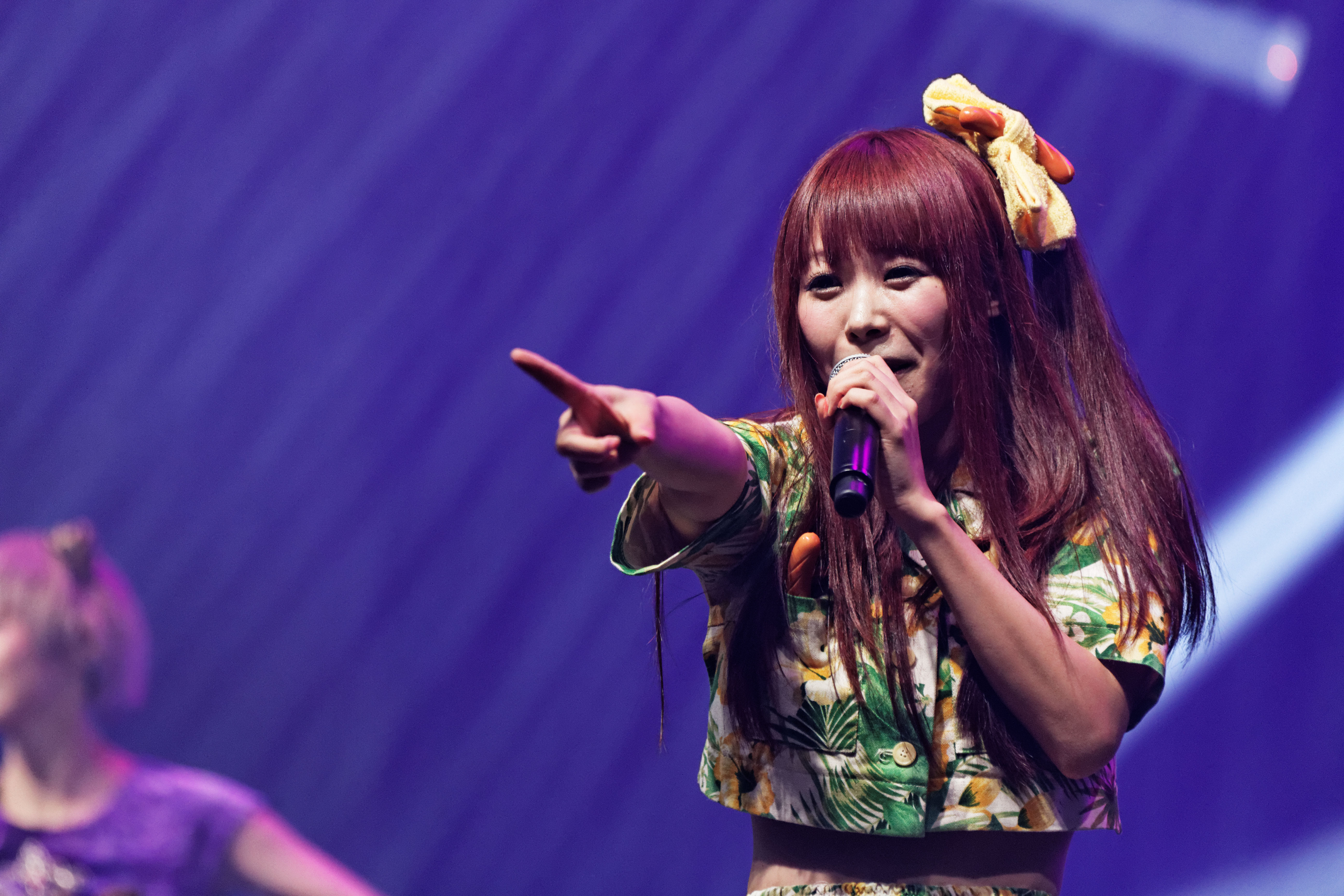
나루세 에이미

나루세 에이미(일본어: 成瀬 瑛美 なるせ えいみ[*])는 일본의 여성 아이돌 그룹 덴파구미.inc의 전 멤버(재적 기간 : 2010년 6월 3일 ~ 2021년 2월 16일). 후쿠시마현 출신. 히후미 소속. 전 디어 스테이지 소속.

## 활동

### 개인 솔로곡
| 발매일   | 음반                                        | 제목                                                 | 비고        |
| -------- | ------------------------------------------- | ---------------------------------------------------- | ----------- |
| 14.03.12 | 사쿠라 앗파레이션 싱글 (나루세 에이미 ver.) | トキメキ☆すちゃらかテキサス 두근두근☆스차라카 텍사스 | 개인 솔로곡 |
| 20.04.15 | 6집 앨범 (초회 한정판 B)                    | レジェンド･オブ･エイ 레전드･오브･에이                | 개인 솔로곡 |
| 22.02.16 | 착신 싱글                                   | ハートフルフル♡超冒険記 하트풀풀♡초모험기            | 개인 솔로곡 |

### 성우
- 아이카츠! - 호시미야 링고(호시미야 이치고의 엄마)
- 마메네코 - 매지컬MAJIKO
- 프리큐어 시리즈
  - 스타☆ 트윙클 프리큐어 - 호시나 히카루 / 큐어 스타
  - 극장판 프리큐어 미라클 유니버스 - 호시나 히카루 / 큐어 스타
  - 극장판 스타☆ 트윙클 프리큐어 별의 노래에 마음을 담아서 - 호시나 히카루 / 큐어 스타
  - 극장판 프리큐어 미라클 리프 모두에게 이상한 하루 - 호시나 히카루 / 큐어 스타